# Plectris signativentris
Plectris signativentris är en skalbaggsart som beskrevs av Moser 1918. Plectris signativentris ingår i släktet Plectris och familjen Melolonthidae. Inga underarter finns listade i Catalogue of Life.